# Classe LDM 300
A classe LDM 300 foi uma classe de lanchas de desembarque médias (LDM), ao serviço da Marinha Portuguesa, a partir de 1964.
As primeiras embarcações da classe foram construídas nos EUA. As restantes, foram construídas em Portugal, nos Estaleiros Navais do Mondego (Figueira da Foz). Inicialmente, as embarcações construídas em Portugal, constituíam uma classe à parte, a classe LDM 500, que foi, depois, integrada na classe LDM 300.
As LDM 300 foram empregues no Guerra do Ultramar, sendo usadas tanto em missões de combate - como patrulhamento, escolta de embarcações civis e desembarque de fuzileiros - como em missões de reabastecimento logístico - em proveito de unidades da Marinha, de unidades do Exército e, mesmo, de populações civis.

## Unidades
| Número de amura | Comissão | Observações |
| --------------- | -------- | ----------- |
| LDM 301         | 1964 - ? |             |
| LDM 302         | 1964 - ? |             |
| LDM 303         | 1964 - ? |             |
| LDM 304         | 1964 - ? |             |
| LDM 305         | 1964 - ? |             |
| LDM 306         | 1964 - ? |             |
| LDM 307         | 1964 - ? |             |
| LDM 308         | 1964 - ? |             |
| LDM 309         | 1964 - ? |             |
| LDM 310         | 1964 - ? |             |
| LDM 311         | 1964 - ? |             |
| LDM 312         | 1964 - ? |             |
| LDM 313         | 1964 - ? |             |